# Viola wrightiana
Viola wrightiana är en violväxtart som beskrevs av David Allan Poe Watt. Viola wrightiana ingår i släktet violer, och familjen violväxter. Inga underarter finns listade i Catalogue of Life.